# Квавквавапілт 6
Квавквавапілт 6 (англ. Kwawkwawapilt 6) — індіанська резервація в Канаді, у провінції Британська Колумбія, у межах регіонального округу Фрейзер-Велі.

## Населення
За даними перепису 2016 року, індіанська резервація нараховувала 324 особи, показавши скорочення на 5,3%, порівняно з 2011-м роком. Середня густина населення становила 455,4 осіб/км².
З офіційних мов обидвома одночасно володіли 10 жителів, тільки англійською — 320. Усього 15 осіб вважали рідною мовою не одну з офіційних.
Працездатне населення становило 12,7% усього населення, рівень безробіття — 25%.

## Клімат
Середня річна температура становить 10,3°C, середня максимальна – 21,3°C, а середня мінімальна – -2,4°C. Середня річна кількість опадів – 1 673 мм.
| Клімат поселення                              | Клімат поселення | Клімат поселення | Клімат поселення | Клімат поселення | Клімат поселення | Клімат поселення | Клімат поселення | Клімат поселення | Клімат поселення | Клімат поселення | Клімат поселення | Клімат поселення | Клімат поселення |
| Показник                                      | Січ.             | Лют.             | Бер.             | Квіт.            | Трав.            | Черв.            | Лип.             | Серп.            | Вер.             | Жовт.            | Лист.            | Груд.            |                  |
| Середній максимум, °C                         | 7,48             | 9,68             | 12,03            | 14,61            | 17,90            | 20,59            | 20,94            | 21,33            | 18,44            | 13,79            | 9,26             | 6,05             |                  |
| Середня температура, °C                       | 2,53             | 4,75             | 7,09             | 9,66             | 12,94            | 15,64            | 17,78            | 18,17            | 15,29            | 10,61            | 6,10             | 2,90             |                  |
| Середній мінімум, °C                          | −2,42            | −0,22            | 2,12             | 4,70             | 7,99             | 10,67            | 14,64            | 15,03            | 12,14            | 7,50             | 2,97             | −0,24            |                  |
| Норма опадів, мм                              | 232              | 157              | 146              | 126              | 96               | 82               | 60               | 56               | 78               | 166              | 267              | 207              |                  |
| Середньомісячна швидкість вітру, м/с          | 3.14             | 3.03             | 3.14             | 3.04             | 2.92             | 2.91             | 2.84             | 2.61             | 2.39             | 2.54             | 3.04             | 3.15             |                  |
| Середньомісячна сонячна радіація, кДж/м²·день | 3271             | 6387             | 10073            | 15140            | 18719            | 20245            | 21570            | 18601            | 13324            | 7274             | 3632             | 2578             |                  |
| --------------------------------------------- | ---------------- | ---------------- | ---------------- | ---------------- | ---------------- | ---------------- | ---------------- | ---------------- | ---------------- | ---------------- | ---------------- | ---------------- | ---------------- |
| Джерело:                                      |                  |                  |                  |                  |                  |                  |                  |                  |                  |                  |                  |                  |                  |